# Resolució 158 del Consell de Seguretat de les Nacions Unides
La Resolució 158 del Consell de Seguretat de les Nacions Unides, aprovada per unanimitat el 28 de setembre de 1960, després d'examinar l'aplicació de la República del Senegal per a ser membre de les Nacions Unides, el Consell va recomanar a l'Assemblea general que Senegal fos admès.
Senegal, juntament amb Mali, havia estat admès com a membre de la Federació de Mali per la Resolució 139, fins que la federació es va trencar el 20 d'agost de 1960.